# Juravlí (Crimea)
Juravlí (en rus: Журавли) és un poble de la República Autònoma de Crimea a Ucraïna, que el 2021 tenia 1.475 habitants. Pertany al districte rural de Saki.